# UFC 233
UFC 233 — отменённый турнир по смешанным единоборствам, который был запланирован организацией Ultimate Fighting Championship к проведению 26 января 2019 года на спортивной арене «Honda Center» в городе Анахайм, штат Калифорния, США. 12 декабря 2018 года UFC объявила, что мероприятие откладывается и будет перенесено на более поздний срок.

## Подготовка турнира
Первоначально UFC планировала поединок за чемпионский титул UFC в наилегчайшем весе между золотым призёром Олимпийских игр 2008 года по вольной борьбе и действующим чемпионом Генри Сехудо и двукратным чемпионом UFC в легчайшем весе Ти Джеем Диллашоу, чтобы озаглавить это событие. В случае победы, Диллашоу стал бы четвёртым бойцом, который стал чемпионом в двух дивизиях одновременно (после Конора Макгрегора на UFC 205, Дэниела Кормье на UFC 226 и Аманды Нуньес на UFC 232). Согласно источникам, ожидалось что в какой-то момент в 2019 году промоушен сократит наилегчайшую весовую категорию. Однако 5 декабря бой между этими бойцами был перенесён на неделю раньше на UFC Fight Night 143, что стало первым событием UFC на ESPN+. В свою очередь, матчмейкеры UFC попытались организовать новый топовый бой, чтобы закрепить событие.
Тем не менее, в середине декабря UFC объявила о планах отложить турнир после того, как они определили, что не могут организовать подходящий заглавный бой. Было решено, что все ранее запланированные бои для этого события останутся нетронутыми и будут перенесены на другие турниры, при этом нумерованные турниры сохранят свои первоначальные названия. В четвёртый раз после UFC 151 в августе 2012 года, UFC 176 в августе 2014 года и UFC Fight Night: Ламас vs. Пэнн в октябре 2016 года промоушен был вынужден отменить мероприятие из-за отсутствия высокорейтингового боя, позволяющего заполнить зрителями главное место события.

## Анонсированные бои
| Файткард | Файткард             | Файткард         | Файткард | Файткард           | Файткард                                         | Файткард      |
| -------- | -------------------- | ---------------- | -------- | ------------------ | ------------------------------------------------ | ------------- |
| 1        | Наилегчайший вес     | Генри Сехудо     | vs.      | Ти Джей Диллашоу   | Перенесено на UFC Fight Night 143                | [ 9 ]         |
| 2        | Полусредний вес      | Робби Лоулер     | vs.      | Бен Аскрен         | Перенесено на UFC 235                            | [ 10 ] [ 11 ] |
| 3        | Наилегчайший вес     | Джозеф Бенавидес | vs.      | Дейвисон Фигейреду | Бой отменён                                      | [ 12 ] [ 13 ] |
| 4        | Жен. минимальный вес | Кортни Кейси     | vs.      | Синтия Кальвильо   | Перенесено на UFC on ESPN 1: Нганну vs. Веласкес | [ 14 ] [ 15 ] |
| 5        | Лёгкий вес           | Джеймс Вик       | vs.      | Пол Фельдер        | Перенесено на UFC on ESPN 1: Нганну vs. Веласкес | [ 16 ] [ 17 ] |
| 6        | Жен. минимальный вес | Александра Албу  | vs.      | Эмили Уитмайр      | Перенесено на UFC on ESPN 1: Нганну vs. Веласкес | [ 17 ] [ 18 ] |
| 7        | Средний вес          | Маркус Перес     | vs.      | Энтони Эрнандес    | Перенесено на UFC Fight Night 144                | [ 15 ] [ 19 ] |
| 8        | Жен. легчайший вес   | Марион Рено      | vs.      | Яна Куницкая       | Перенесено на UFC Fight Night 146                | [ 15 ] [ 20 ] |
| 9        | Полулёгкий вес       | Крон Грейси      | vs.      | Алекс Касерес      | Перенесено на UFC on ESPN 1: Нганну vs. Веласкес | [ 21 ] [ 22 ] |
| 10       | Легчайший вес        | Мэнни Бермудес   | vs.      | Бенито Лопес       | Перенесено на UFC on ESPN 1: Нганну vs. Веласкес | [ 17 ] [ 23 ] |